# Casper Kickflip
Le casper kickflip est un ollie suivi d'une rotation du pied part l'extérieur du skate, ce qui le fait pencher contre le pied et à la suite de la rotation effectuée par le pied, le skate va faire un genre de pop shove it mais sur en demi flip et il sera redirigé avec le pied en dessous de vos pieds.